# Patu nigeri
Espèce
Patu nigeri est une espèce d'araignées aranéomorphes de la famille des Symphytognathidae.

## Distribution
Cette espèce est endémique du Yunnan en Chine,. Elle se rencontre dans le xian de Mengla.

## Description
Le mâle holotype mesure 0,54 mm et la femelle paratype 0,63 mm.

## Publication originale
- Lin & Li, 2009 : First described Patu spiders (Araneae, Symphytognathidae) from Asia. Zootaxa, no 2154, p. 47-68.